# Barry Lauwers
Barry Lauwers (Purmerend, 29 november 1999) is een Nederlands voetballer die als doelman voor FC Volendam speelde.

## Carrière
Barry Lauwers verruilde in 2011 de jeugdopleiding van FC Purmerend voor de jeugdopleiding van FC Volendam. Hij doorliep vervolgens alle jeugdelftallen en debuteerde in 2018 voor Jong FC Volendam. Met de beloftenploeg promoveerde hij dat seizoen als kampioen van de Derde divisie Zondag naar de Tweede divisie. Hij debuteerde in het eerste elftal van FC Volendam op 12 mei 2021, in de met 2-1 gewonnen thuiswedstrijd tegen Jong AZ. Anderhalve maand later verlengde Lauwers zijn contract, wat hem tot de zomer van 2022 aan de club bond.
Lauwers was vervolgens twee seizoenen lang de stand-in van Filip Stanković en stond bij diens afwezigheid onder de lat. Na de promotie van FC Volendam in 2022, maakte Lauwers ook zijn Eredivisiedebuut. Op 18 februari 2023 mocht hij in het duel tegen Vitesse in de basis beginnen vanwege een blessure van Stanković. Lauwers speelde de volledige wedstrijd mee en wist zijn doel schoon te houden, er werd met 2-0 gewonnen. Medio 2023 verlengt Lauwers, ondanks interesse van andere clubs, zijn contract bij FC Volendam. De sluitpost koos ervoor om de concurrentiestrijd aan te gaan en hoopte "dat hij de club en de trouwe supporters kan laten zien dat hij de juiste man is op de juiste plek." In het seizoen 2023/24 mocht Lauwers, net als voorgaande jaargang, eenmaal onder de lat beginnen. Dit was tegen het einde van het seizoen in een wedstrijd tegen FC Twente (7-2 verlies), toen FC Volendam al zeker was van degradatie.
Na de terugkeer van huurling Mio Backhaus naar Werder Bremen werd Lauwers bij aanvang van het seizoen 2024/25 onder nieuwe trainer Rick Kruys eerste keus onder de lat. Na twee maanden kreeg jongeling Kayne van Oevelen echter de voorkeur en zag Lauwers zichzelf weer terug op de reservebank. Medio 2025 werd het aflopende contract van de sluitpost niet verlengt, waarop hij op zoek moest gaan naar een nieuwe club.

### Statistieken

#### Beloften
| Seizoen                   | Club             | Land            | Competitie        | Competitie | Competitie | Overig | Overig | Totaal | Totaal |
| Seizoen                   | Club             | Land            | Competitie        | Wed.       | Dlp.       | Wed.   | Dlp.   | Wed.   | Dlp.   |
| ------------------------- | ---------------- | --------------- | ----------------- | ---------- | ---------- | ------ | ------ | ------ | ------ |
| 2018/19                   | Jong FC Volendam | Nederland       | Derde divisie zo. | 16         | 0          | -      | -      | 16     | 0      |
| 2019/20                   | Jong FC Volendam | Nederland       | Tweede divisie    | 18         | 0          | -      | -      | 18     | 0      |
| 2020/21                   | Jong FC Volendam | Nederland       | Tweede divisie    | 1          | 0          | -      | -      | 1      | 0      |
| 2021/22                   | Jong FC Volendam | Nederland       | Tweede divisie    | 7          | 0          | -      | -      | 7      | 0      |
| 2022/23                   | Jong FC Volendam | Nederland       | Tweede divisie    | 9          | 0          | -      | -      | 9      | 0      |
| Totaal beloften           | Totaal beloften  | Totaal beloften | Totaal beloften   | 51         | 0          | -      | -      | 51     | 0      |
| Bijgewerkt op 1 juli 2023 |                  |                 |                   |            |            |        |        |        |        |

#### Senioren
| Seizoen                   | Club            | Land            | Competitie      | Competitie | Competitie | Beker | Beker | Overig | Overig | Totaal | Totaal |
| Seizoen                   | Club            | Land            | Competitie      | Wed.       | Dlp.       | Wed.  | Dlp.  | Wed.   | Dlp.   | Wed.   | Dlp.   |
| ------------------------- | --------------- | --------------- | --------------- | ---------- | ---------- | ----- | ----- | ------ | ------ | ------ | ------ |
| 2020/21                   | FC Volendam     | Nederland       | Eerste divisie  | 1          | 0          | 0     | 0     | 0      | 0      | 1      | 0      |
| 2021/22                   | FC Volendam     | Nederland       | Eerste divisie  | 11         | 0          | 0     | 0     | -      | -      | 11     | 0      |
| 2022/23                   | FC Volendam     | Nederland       | Eredivisie      | 1          | 0          | 0     | 0     | -      | -      | 1      | 0      |
| 2023/24                   | FC Volendam     | Nederland       | Eredivisie      | 1          | 0          | 0     | 0     | -      | -      | 1      | 0      |
| 2024/25                   | FC Volendam     | Nederland       | Eerste divisie  | 9          | 0          | 0     | 0     | -      | -      | 9      | 0      |
| Totaal senioren           | Totaal senioren | Totaal senioren | Totaal senioren | 23         | 0          | 0     | 0     | 0      | 0      | 23     | 0      |
| Carrièretotaal            | Carrièretotaal  | Carrièretotaal  | Carrièretotaal  | 88         | 0          | 0     | 0     | 0      | 0      | 88     | 0      |
| Bijgewerkt op 1 juli 2025 |                 |                 |                 |            |            |       |       |        |        |        |        |

## Erelijst
| Derde divisie Zondag | 1 | 2018/19 |